# Bohuňovice (okres Olomouc)
Obec Bohuňovice (německy Boniowitz) se nachází na Hané v Olomouckém kraji, okres Olomouc, asi 6 km severně od Olomouce a 6 km jižně od Šternberka. Žije zde přibližně 2 500 obyvatel.
Současnou obec tvoří tři bývalé samostatné vesnice – vlastní Bohuňovice, Moravská Loděnice a Trusovice. V jednu obec byly sloučeny v roce 1960 a jejich jména jsou stále obsažena v názvech katastrálních území. Bohuňovice tvoří centrum obce s kostelem svatého Jana Křtitele, Moravská Loděnice se nachází na západě za železniční tratí 290 a Trusovice se rozkládají na jihu okolo Trusovického potoka.

## Název
Na vesnici bylo přeneseno původní pojmenování jejích obyvatel Buňovici (doloženo 1078 a 1275) odvozené od osobního jména Buň, což byla zkrácená podoba jména Bohuň. Význam místního jména byl "Buňovi lidé". Do konce 16. století se vesnice objevuje v písemných pramenech jako Buňovice, od 17. střídavě s tvarem Bohuňovice (odvozeným od nezkráceného Bohuň). Tvar Bohuňovice definitivně převládl na přelomu 19. a 20. století.

## Historie

### Nejstarší dějiny
První písemná zmínka o vsi (Bunowiczi) pochází ze zakládací listiny kláštera Hradisko z roku 1078, ve které mu byla spolu s dalšími darována olomouckým knížetem Otou. Klášteru poté patřila až do jeho zrušení, přičemž po příchodu premonstrátů zde byla postavena hospoda a vesnice původně tvořená jen malou okrouhlicí u dvorce v místech dnešní fary byla rozšířena i o další domy podél cesty, čímž jí byl dán charakter ulicovky.
V roce 1509 byl pány ze Šternberka vybudován Člunovský rybník, v důsledku čehož došlo k zatopení části bohuňovických polí, a poté se rozhořel spor s Loděnicí o využívání pastviska Sušiny, kde Loděničtí bránili Bohuňovickým v pasení dobytka a kácení olšového dřeva. Až v roce 1569 bylo rozhodnuto o tom, že pastvina bude mezi obě obce rozdělena.
Obec se postupně stala centrem pro nejbližší okolí. Ke zdejšímu kostelu sv. Jana Křtitele byly přifařeny i Loděnice, Lašťany, Trusovice a Hlušovice a až do roku 1791, kdy vznikla samostatná štěpánovská farnost, měl i pobočný kostel sv. Vavřice ve Štěpánově. Už k roku 1660 je zde také doložena škola, kam docházely děti jak z obcí bohuňovického farního obvodu, tak i z Bělkovic. Od roku 1681 začaly Bohuňovice vést gruntovní knihu a o pět let později získaly právo pečeti, první dochovaný otisk je ale až z roku 1749. Třicetiletá válka se obce příliš nedotkla, podle lánových rejstříků zde bylo celkem 33 usedlostí, z toho jen osm opuštěných. Hospodařilo zde tehdy 11 středních rolníků, čtyři malorolníci a 10 domkářů.

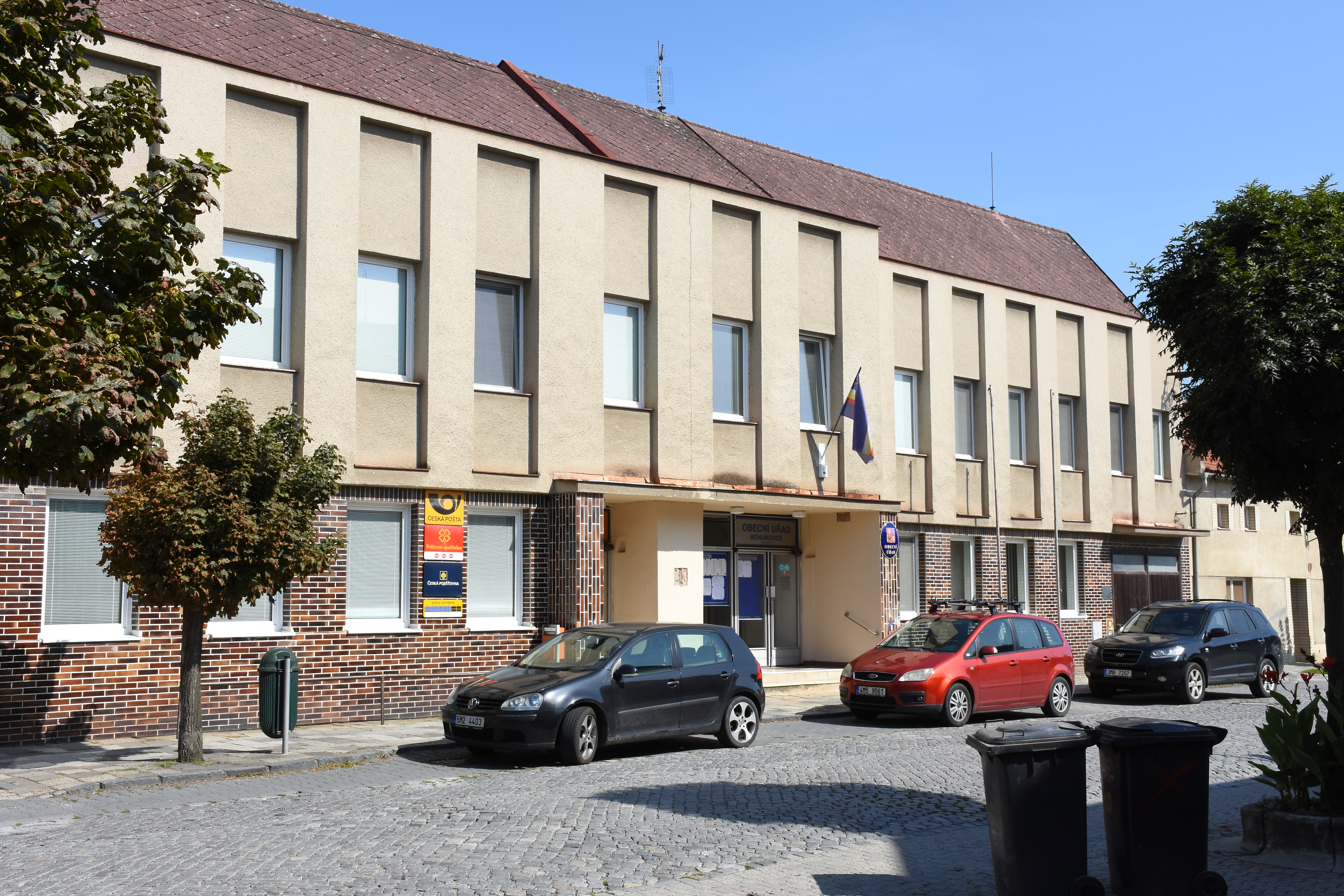
Obecní úřad a pošta

### Samostatná obec

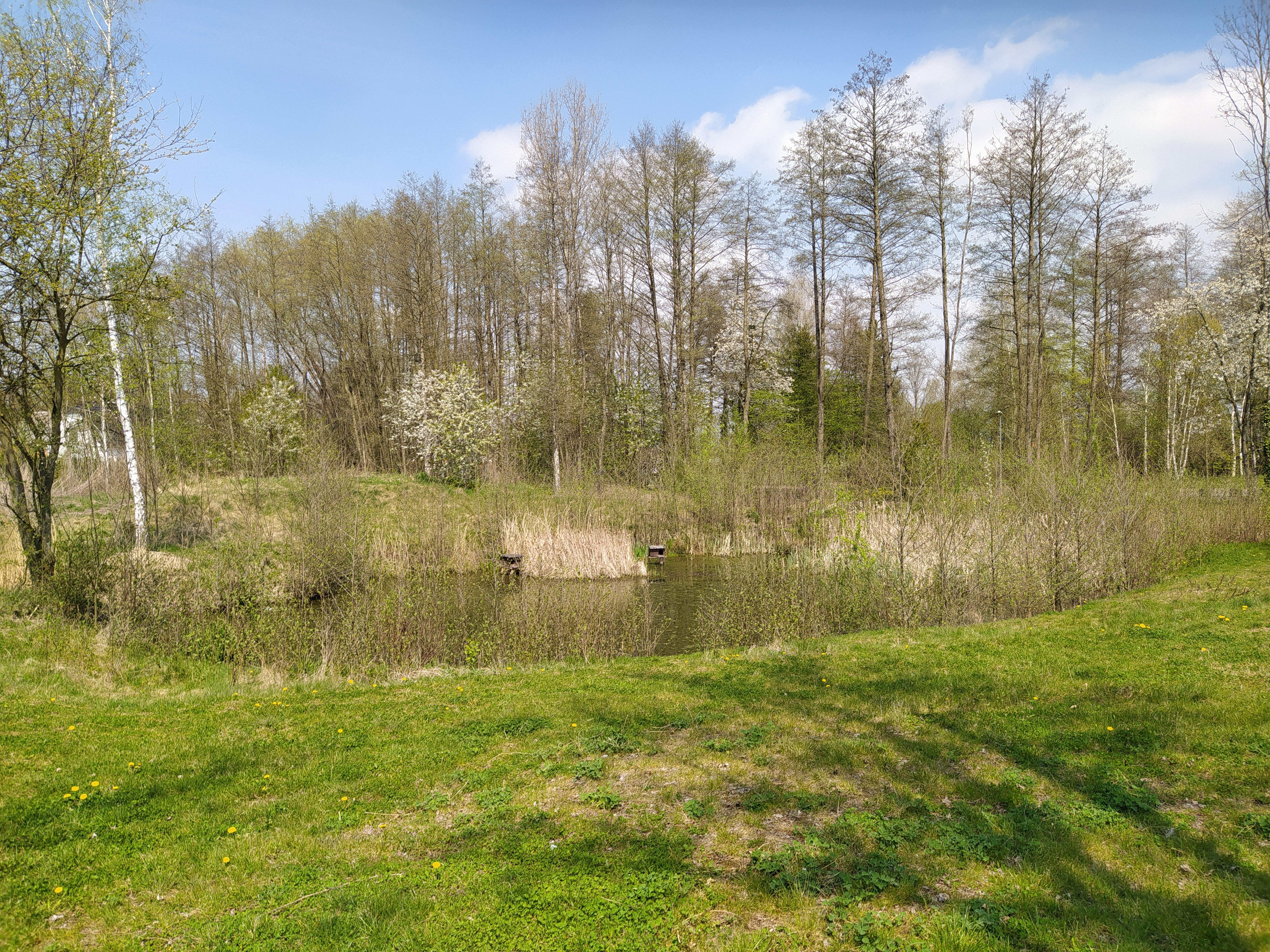
Bohuňovice (Trusovice)

Klášter Hradisko byl zrušen k roku 1784, panství pak bylo ve správě státního náboženského fondu a vesnici spolu s ostatními od něj v roce 1826 koupil Filip Ludvík hrabě Saint Genois. Nedržel ji ovšem dlouho, v roce 1848 bylo zrušeno poddanství a o dva roky později vznikla obecní samospráva, čímž se Bohuňovice staly samostatnou obcí v politickém a soudním okrese Šternberk, která si volila své vlastní starosty. Tehdy zde žilo zhruba 400 obyvatel, prakticky jen Čechů.
Následující období se neslo v duchu rozvoje obce. Mezi roky 1864–1867 sem byla z Olomouce přivedena železnice, která pokračovala dále do Šternberka. Později byla vystavěna i silnice do Štarnova nebo most přes Trusovku. Roku 1869 vznikla rolnická záložna a v roce 1870 byl založen bohuňovicko-trusovický čtenářský spolek „Cyril a Metoděj“, který se roku 1908 přeměnil na místní odbor Národní jednoty. Pořádal výstavy a slavnosti, hrál divadlo apod. V roce 1872 Bohuňovice získaly poštu, byla zde i četnická stanice a od roku 1885 sbor dobrovolných hasičů. Roku 1917 bylo zavedeno telefonické spojení, v roce 1926 díky nové malé elektrárně pouliční osvětlení a o dva roky později pravidelná autobusová doprava. V roce 1930 byla dokončena kanalizace. Již po vzniku Československa zahájila provoz také obecní knihovna. Politicky za první republiky v Bohuňovicích působily strany: sociálně demokratická, národně socialistická, lidová, komunistická, živnostensko-obchodnická i agrární.
Po přijetí Mnichovské dohody probíhala katastrem obce hranice republiky s nacistickým Německem, na nádraží byla zřízena celní stanice a pasová kontrola. Až později byly z německého záboru vypuštěny Štarnov a Lašťany a protektorátní hranice se tak posunula ke Šternberku. V průběhu války bylo do Bohuňovic (Boniowitz) nastěhováno několik rodin karpatských Němců (Volksdeutsche), odešly pak ještě před příchodem fronty. Vesnice byla osvobozena Rudou armádou 6. května 1945, před tím však bylo několik domů zasaženo dělostřelbou a ještě 9. května se nad obcí srazila dvě letadla. V roce 1951 byl na místě jejich pádu postaven pomník.

### Poválečné období

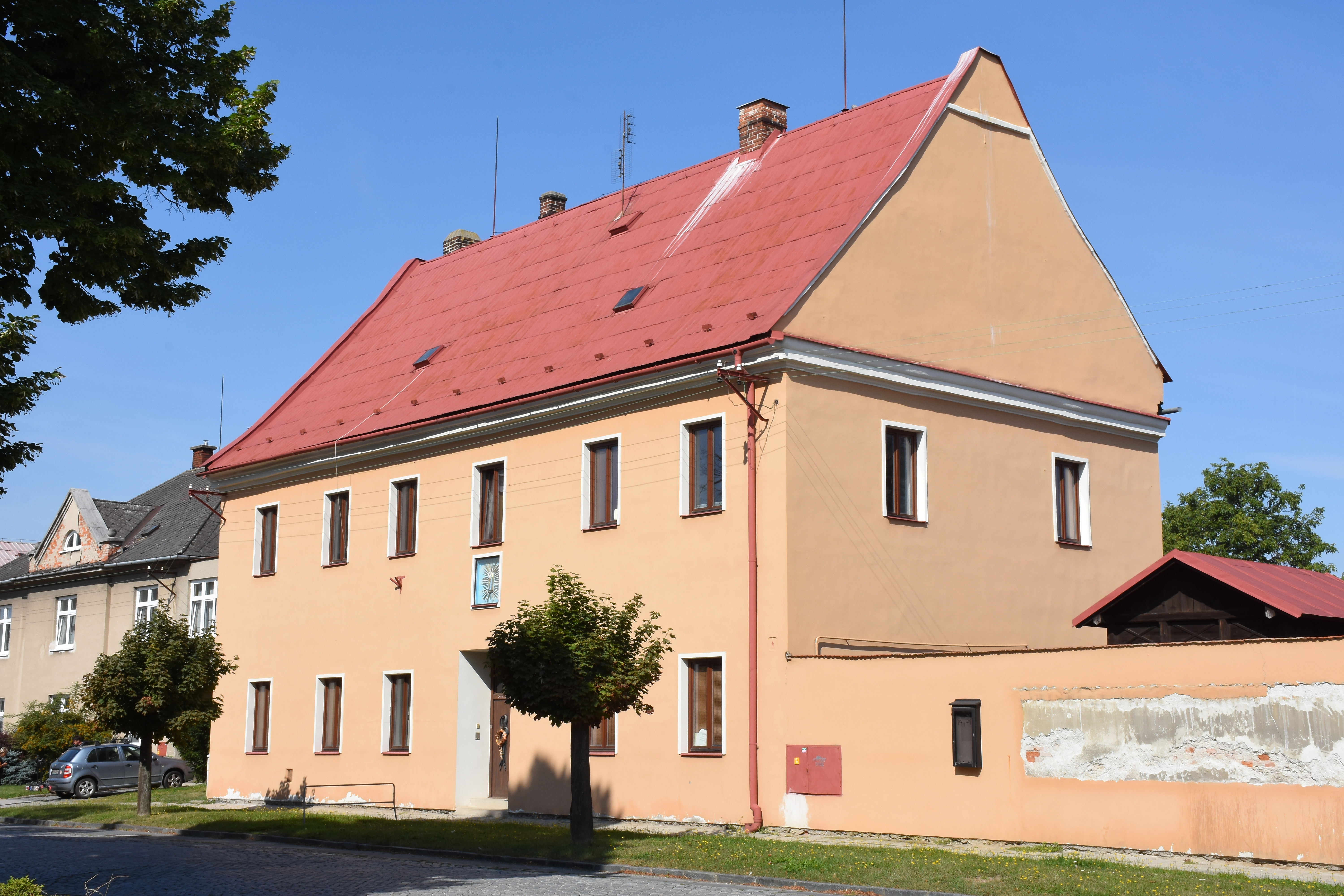
Fara

Po válce vznikl pro Bohuňovice, Moravskou Loděnici a Trusovice společný revoluční národní výbor, který byl ale vzápětí nahrazen třemi samostatnými místními národními výbory, protože ke spojení všech tří obcí došlo až roku 1960. Ještě předtím zde byl zaveden místní rozhlas, vydlážděny nejdůležitější komunikace, postavena nová budova školy a pro nejbližší okolí obce zřízen zdravotní obvod. Vzápětí v roce 1955 Bohuňovice zasáhla rozsáhlá epidemie paratyfu, při které onemocnělo 920 občanů. V průběhu 60. až 80. let bylo zbudováno nové fotbalové hřiště, budova dřívějšího vzdělávacího spolku „Domovina“ v Moravské Loděnici byla přestavěna na širokoúhlé kino, postaveno nákupní středisko Jednota, kulturní dům nebo dům s pečovatelskou službou, zařízena plynofikace obce a na počátku 90. let ještě čistička odpadních vod. Působil zde např. zahrádkářský a ovocnářský svaz, svaz chovatelů drobného zvířectva, Svazarm nebo myslivecké sdružení, společné i pro Hlušovice a Týneček. V roce 1988 proběhly první oslavy výročí existence obce Bohuňovice.
Ke změnám došlo i v oblasti průmyslu. V jinak převážně zemědělské obci ještě v 1. polovině 20. století fungovala řada živností, např. výroba cementového nebo elektrotechnického zboží. Také zde bylo již roku 1910 založeno rolnické mlékárenské družstvo vyrábějící máslo a tvaroh. Největším podnikem ale byl dřevařský závod, který od roku 1920 provozoval parní pilu. Po roce 1948 byl znárodněn a působil nadále v rámci Severomoravských dřevařských závodů, přičemž po zrušení pily roku 1972 se přeorientoval na výrobu obytných Unimo buněk. Nejvýznamnější událostí ale samozřejmě byla založení JZD ve všech třech obcích, po jejich spojení fungující již jako jedno družstvo, které se dále v roce 1974 sloučilo s družstvy ve Štarnově a Hlušovicích a v roce 1980 ještě s už také poměrně velkým družstvem v Dolanech. Nadále se pak nazývalo JZD Dolany, ale hlavní sídlo mělo v Bohuňovicích. Až v roce 1991 se bohuňovické zemědělské družstvo opět osamostatnilo.
V letech 1976–1990 byl součástí obce Bohuňovice také Štarnov, který se poté opět osamostatnil. Po sametové revoluci byla obnovena demokratická obecní samospráva, život obce tak řídí přímo volené zastupitelstvo, rada a starosta. Bohuňovice od počátku 90. let vydávají vlastní časopis původně zvaný Pohledy do života obcí Bohuňovice, Trusovice a Moravská Loděnice, nyní Bohuňovický zpravodaj. Roku 1999 získaly cenu Vesnice roku regionu Střední Morava.
| rok               | 1869 | 1880 | 1890 | 1900 | 1910 | 1921 | 1930 | 1950 | 1961 | 1970 | 1980 | 1991 | 2001 | 2011 |
| ----------------- | ---- | ---- | ---- | ---- | ---- | ---- | ---- | ---- | ---- | ---- | ---- | ---- | ---- | ---- |
| Bohuňovice        | 420  | 414  | 421  | 471  | 619  | 695  | 817  | 811  | –    | 875  | 983  | 1132 | 1103 | 1159 |
| Moravská Loděnice | 585  | 628  | 658  | 640  | 708  | 774  | 869  | 743  | –    | 787  | 722  | 674  | 818  | 850  |
| Trusovice         | 292  | 301  | 272  | 279  | 301  | 317  | 322  | 316  | –    | 359  | 439  | 393  | 442  | 498  |
| celkem            | –    | –    | –    | –    | –    | –    | –    | –    | 2031 | 2021 | 2144 | 2199 | 2363 | 2507 |

## Osobnosti obce
- Jan Sebastian Stáhala (1811–1884), kněz a včelař[21]
- Zdeněk Opluštil (1885–1939), učitel a regionální historik[22]
- Ladislav Bernatský (1904–1982), básník a představitel Olomouce
- Jan Svoboda (1934–1990), fotograf

## Pamětihodnosti

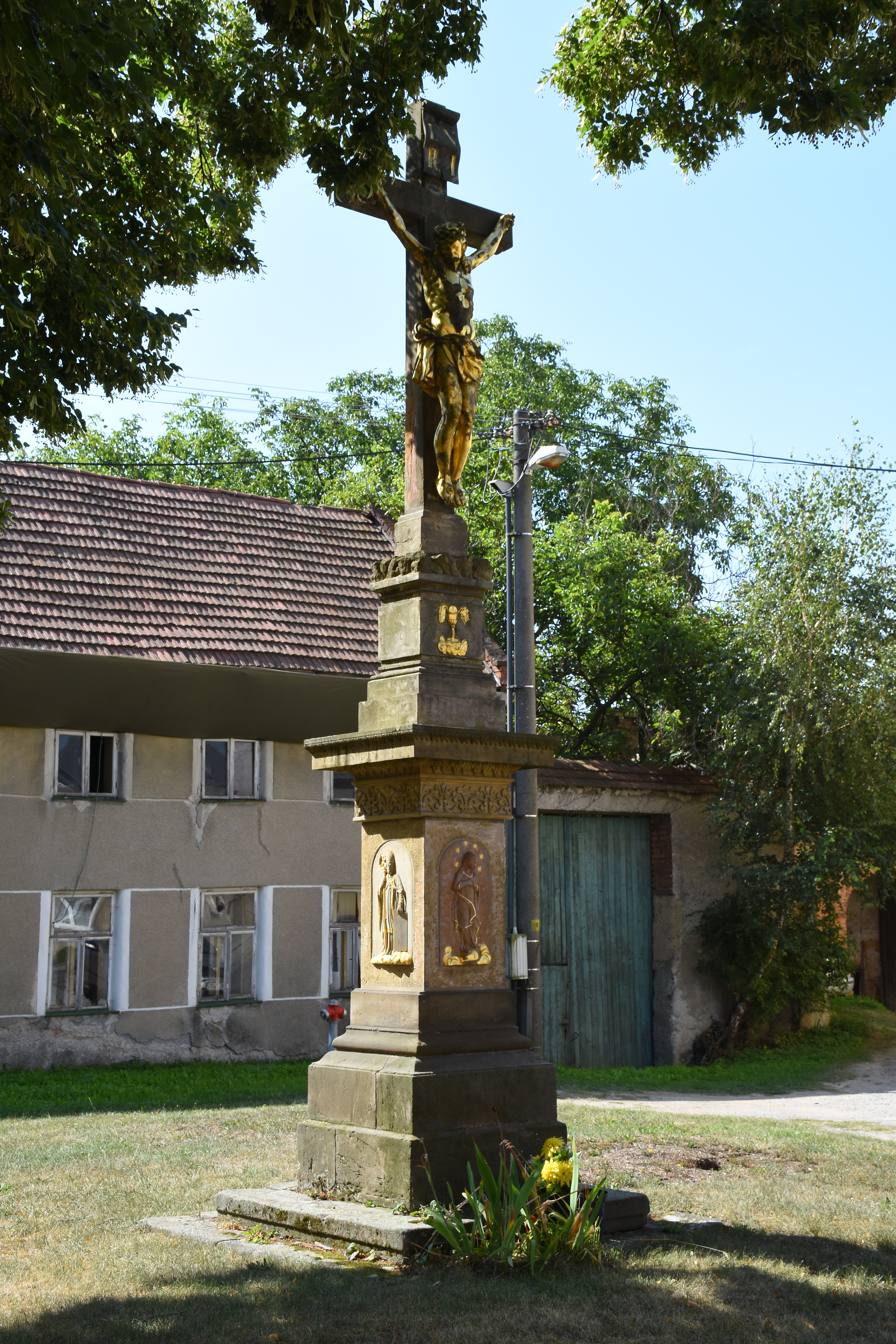
Kříž u kostela

Nejvýznamnější památkou v obci je farní kostel svatého Jana Křtitele. Není přesně známa doba, kdy byl postaven, v roce 1758 však vyhořel a následující čtyři roky byl opravován. Tehdy měl délku 31 m a kolem něj se rozkládal hřbitov. V roce 1830 se ale na něm přestalo pohřbívat, protože byl zřízen nový hřbitov za vesnicí, a v roce 1895 byl v souvislosti s přestavbou kostela zcela zrušen. Kostel, jehož přestavba byla financována sbírkou z celé farnosti, byl prodloužen o 12 m, slavnostní vysvěcení provedl 13. června 1897 olomoucký arcibiskup Kohn. Také interiér kostela procházel změnami, původní hlavní oltář je nyní situován na boční straně, v průběhu času byly postupně instalovány troje varhany a tři dřívější zvony zrekvírované pro válečné účely byly roku 1922 nahrazeny novými. Když v roce 1951 kulový blesk vážně poškodil velkou věž, musel být mj. opraven hodinový stroj. Další opravy a nové fasády kostela byly provedeny v letech 1967, 1973 a naposledy roku 1996.
Zajímavými památkami jsou i čtyři kaple. Ve vlastních Bohuňovicích se nachází v ulici Pod Lipami kaple Panny Marie Lurdské z roku 1883. Nejstarší kaple z roku 1722 je v Moravské Loděnici a je zasvěcena sv. Floriánovi. Další kaple z roku 1840 se nachází také v této části obce na návsi. Čtvrtá, zasvěcená sv. Janu Nepomuckému, byla postavena roku 1817 v Trusovicích na místě dřívější zvonice. U starého hřbitova byla kdysi ještě jedna malá kaplička z roku 1779, ta však byla při zrušení hřbitova zbořena a socha sv. Jana Nepomuckého byla přemístěna k silnici směrem na Bělkovice. Další samostatnou sochu sv. Jana Nepomuckého lze najít opět v Trusovicích. Kromě toho se v obci nachází pomník Jana Husa od akademického sochaře Julia Pelikána, několik kamenných křížů a dvoje boží muka. V trusovickém parčíku byla roku 1920 ještě vztyčena mohyla obětem první světové války a na současném hřbitově je kříž se jmény občanů, kteří v této válce padli. Tamtéž se nachází i pomník sovětských vojáků padlých za druhé světové války. Úplně na jihu obecního katastru pak roste památný Hromův dub.

## Doprava, sport a vybavenost obce

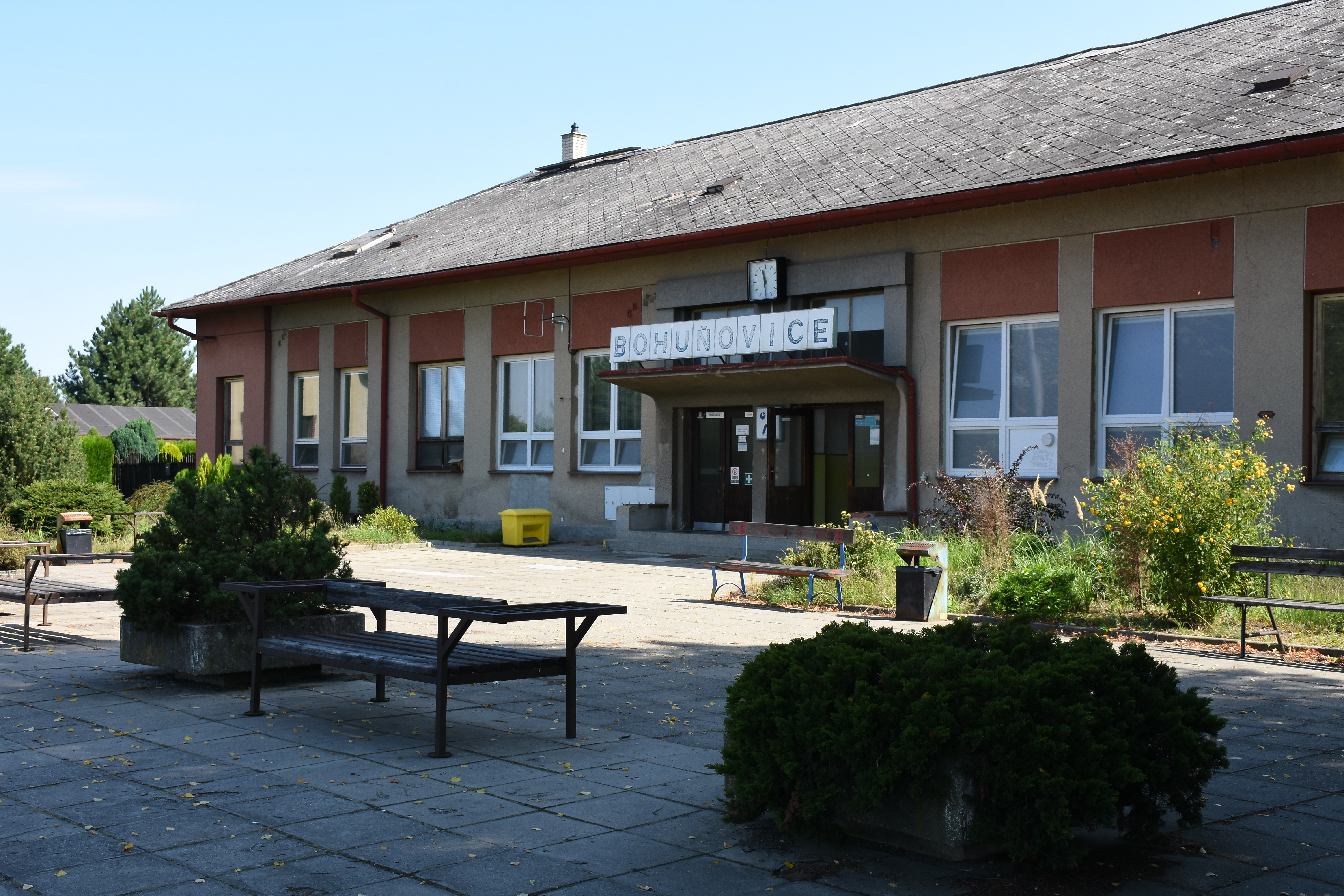
Nádraží Bohuňovice

Poblíž Bohuňovic se nachází malé vnitrostátní neveřejné (soukromé) letiště. Obcí prochází železniční trať Olomouc – Šternberk – Šumperk, přímo v Bohuňovicích je stejnojmenná železniční stanice. Východně od obce vede silnice I/46 z Olomouce do Opavy. Obcí také prochází cyklostezka Olomouc – Bohuňovice – Bělkovice a Olomouc – Bohuňovice – Štarnov – Šternberk.
V Bohuňovicích funguje mateřská škola a základní škola (1.–9. ročník). TJ Sokol Bohuňovice má pět oddílů: fotbal, volejbal, tenis, oddíl šachu a rekreační tělovýchova. Od roku 1972 až dodnes je v provozu širokoúhlé kino s kapacitu 156 míst a systémem Dolby Surround Pro Logic. Funguje zde také aquapark Centrum zdraví Bohuňovice.